# Jakszur-Bodja
Jakszur-Bodja (ros. Якшур-Бодья) – wieś (sieło) w Rosji, w Udmurcji, ośrodek administracyjny rejonu jakszur-bodjińskiego. W 2010 liczyła 7252 mieszkańców.